# Avondzon (Noordbroek)
Avondzon is een voormalig verzorgingstehuis aan de Sappemeersterweg 1 in de Groningse plaats Noordbroek.

## Beschrijving
Avondzon werd in 1937 gebouwd in opdracht van de toenmalige gemeente Noordbroek. De stichtingsdatum "20 aug. 1937" is aangebracht in een gevelsteen bij de hoofdentree. De gemeente-architect Jan Kruize uit Zuidbroek ontwierp het pand in een mengvorm van de Engelse landhuisstijl en de Amsterdamse Schoolstijl. Het gebouw bestaat uit twee vleugels, waarvan de ene evenwijdig aan de Sappemeersterweg ligt en de andere met een stompe hoek langs de Westersingel ligt. Beide vleugels komen samen aan de zuidoostzijde met aan die kant een halfronde gevelwand. Beide vleugels eindigen aan de andere zijde met een topgevel. Over de gehele gevelwand van de vleugels is een strak geometrisch patroon van zesruitsvensters aangebracht. Het dak boven het gebogen deel van de gevel is verhoogd. Aan die zijde bevindt zich een dakkapel met een driedelig vierruitsvenster. Het gehele gebouw is met riet gedekt. De hoofdentree, een houten deur met een achtruitsvenster, bevindt zich in een portiek, voorzien van een stoep met twee treden, gelegen aan de zuidzijde van de westelijke vleugel langs de Sappemeersterweg. Naast het portiek bevindt zich een zuil met blauw geglazuurde tegels.
Het pand is erkend als rijksmonument vanwege de architectuur- en cultuurhistorische waarde. Zowel de vormgeving, de gaafheid, de zeldzaamheid, de detaillering en de beeldbepalende ligging speelden een rol bij deze toewijzing. Het gebouw is tevens een voorbeeld van de wijze waarop verzorgingshuizen vlak voor de Tweede Wereldoorlog in de provincie Groningen vorm hebben gekregen.
De oorspronkelijke functie van het gebouw - een verzorgingstehuis voor ouderen - is verdwenen. Omstreeks 1985 heeft het gebouw een woonbestemming gekregen. Het gebouw is intern aangepast aan de nieuwe functie.